# Arianna Meloni
Arianna Meloni (Roma, 26 maggio 1975) è una politica italiana, dal 24 agosto 2023 capo della segreteria politica e responsabile del tesseramento di Fratelli d'Italia.

## Biografia
Sorella maggiore di Giorgia Meloni, Presidente del Consiglio dei ministri dal 2022, nasce a Roma nel 1975.
Sin dall'età di 17 anni, come la sorella Giorgia, ha intrapreso l'attività politica con la prima tessera di partito per il Movimento Sociale Italiano pur rimanendo negli anni sempre in penombra nell'ambito politico.
Ha abbandonato per un periodo gli studi universitari in giurisprudenza per andare a lavorare. 
Dal 2000 è stata dipendente della regione Lazio.
Dal 2023, oltre ad essere responsabile di Fratelli d'Italia per il tesseramento, è nominata capo della segreteria politica del partito.

## Vita privata
Dai primi anni 2000 ha convissuto con Francesco Lollobrigida, esponente di Fratelli d'Italia e ministro dell'agricoltura dal 2022 nel governo Meloni. La coppia ha avuto due figlie, Vittoria e Rachele. La relazione si è interrotta nel 2024.